# Recuerdos de la monarquía peruana
Recuerdos de la monarquía peruana, ó, Bosquejo de la historia de los incas es un manuscrito escrito en 1838, por el prócer peruano y noble inca Justo Sahuaraura Inca. La obra se encontraba extraviada hasta finales de la década de 2010 del siglo XXI.
El manuscrito está compuesto por nueve unidades bibliográficas y se encuentra dentro de los archivos de la Biblioteca Nacional del Perú.

## Relato
La obra es una colección de documentación desde la perspectiva de la historiografía incaica, sobre la civilización quechua, el proceso de caída del Tahuantinsuyo y la coexistencia de la nobleza indígena en el Virreinato del Perú hasta los inicios de la República Peruana liderada por la nueva nobleza criolla.

## Historia
Sahuaraura Inca la escribió en 1838 como modo de resignación a la que había caído la totalidad de la nobleza incaica en el nuevo gobierno republicano, relegados a simples «indios», Sahuaraura mismo llegó a ser víctima de ofensas que ni en el periodo colonial había recibido por su condición de noble.
Se publicó en 1848 en París, por parte del diputado cusqueño Juan Centeno Sotomayor, para dicho acto contó con la ayuda de Andrés de Santa Cruz, antiguo protector de la desaparecida Confederación Perú-Boliviana, que se encontraba exiliado en Francia.
La obra se extravió durante el saqueo de bienes culturales de Lima de 1881 por parte de las tropas del Ejército de Chile en plena guerra del Pacífico. Para el gobierno peruano la obra estaba oficialmente perdida y con muy pocas posibilidades de ser encontrada, hasta 2019 cuando se registró la presencia del documento original en una familia de Sao Paulo que lo planeaba subastar,  por lo que la cancillería de ambos países iniciaron conversaciones, hasta que Brasilia hizo entrega de la obra a las autoridades peruanas en 2020.
El actual propietario y ente que resguarda el manuscrito es la Biblioteca Nacional del Perú en sus interiores. Según el diario El Peruano el valor cultural de la obra es incalculable tanto para el Perú como para América Latina.